# 富士桜カントリー倶楽部
富士桜カントリー倶楽部(ふじさくらカントリーくらぶ)は、山梨県南都留郡富士河口湖町にあるメンバーシップ制のゴルフ場。

## 住所
- 〒401-0302　山梨県南都留郡富士河口湖町小立7187-4

## アクセス

### 車の場合
- 中央自動車道 - 河口湖ICより6km

### 電車の場合
- 富士山麓電気鉄道 - 河口湖駅下車　
  - クラブバス - なし
  - タクシー - 河口湖駅から約15分 2730円位

## トーナメント開催情報
- フジサンケイクラシック
- フジサンケイレディスクラシック